# Пуйкуле

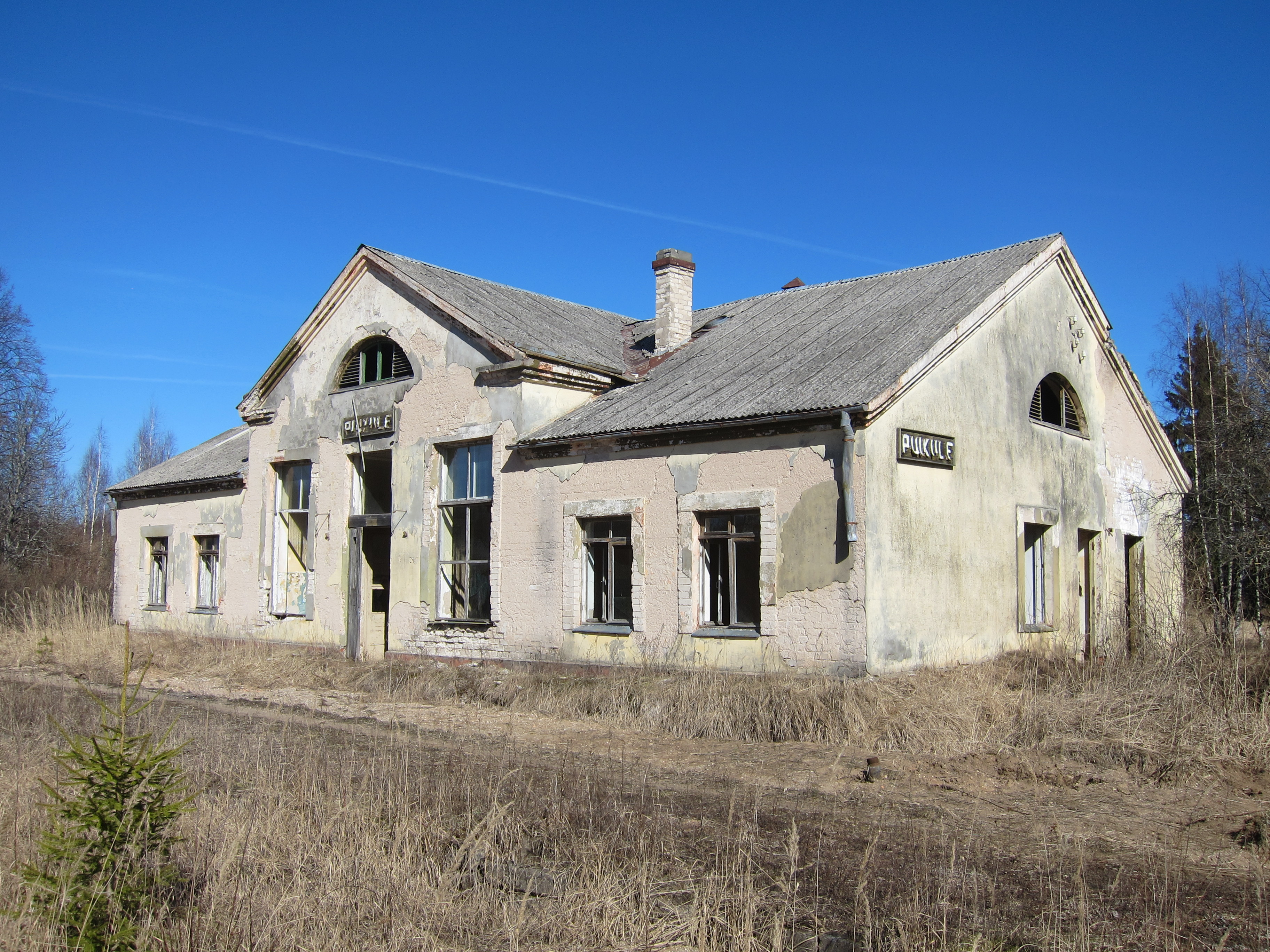
Бывшая станция Пуйкуле

Пу́йкуле (латыш. Puikule) — населённый пункт в Лимбажском крае Латвии. Административный центр Бривземниекской волости. Находится у региональной автодороги P13 (Лимбажи — Алоя). Расстояние до города Лимбажи составляет около 24 км. По данным на 2017 год, в населённом пункте проживало 297 человек. Есть волостная администрация, начальная школа, народный дом, библиотека. Сохранилось бывшее поместье Пуйкуле, построенное в неоготическом стиле. Ранее рядом с селом проходила железнодорожная линия Скулте — Пярну и узкоколейная железнодорожная линия Айнажи — Валмиера — Смилтене, к югу располагалась станция Пуйкуле (ныне не действует).

## История
До 1917 года поместье Пуйкуле принадлежало семье фон Клот-Хайденфельд. В 1938 году в Пуйкуле была открыта школа.
В советское время населённый пункт был центром Бривземниекского сельсовета Лимбажского района. В селе располагалась центральная усадьба колхоза «Ļeņina karogs» («Знамя Ленина»).